# Nidhauli Kalan
Nidhauli Kalan là một thị xã và là một nagar panchayat của quận Etah thuộc bang Uttar Pradesh, Ấn Độ.

## Nhân khẩu
Theo điều tra dân số năm 2001 của Ấn Độ, Nidhauli Kalan có dân số 7500 người. Phái nam chiếm 55% tổng số dân và phái nữ chiếm 45%. Nidhauli Kalan có tỷ lệ 48% biết đọc biết viết, thấp hơn tỷ lệ trung bình toàn quốc là 59,5%: tỷ lệ cho phái nam là 55%, và tỷ lệ cho phái nữ là 40%. Tại Nidhauli Kalan, 17% dân số nhỏ hơn 6 tuổi.